# Centrale nucléaire de Braidwood
Pour les articles homonymes, voir Braidwood (homonymie).
La centrale nucléaire de Braidwood est située dans le comté de Will dans le nord est de l'Illinois. Elle fournit la ville de Chicago et le nord de l'Illinois.

## Description
Cette centrale est équipée de deux réacteurs à eau pressurisée (REP) construits par Westinghouse :
- Braidwood 1 : 1185 MWe, mis en service en 1987,
- Braidwood 2 : 1177 MWe, mis en service en 1988.

Exelon Corporation est le seul propriétaire de la centrale de Braidwood et aussi son exploitant. Commonwealth Edison et PECO sont des filiales.

## Incidents et procès
Exelon Corporation est poursuivie en justice par les habitants du Comté de Will et par l'attorney de l'état pour avoir rejeté du tritium dans l'eau de la nappe phréatique.
Depuis 1993, le personnel d'entretien avait décidé d’utiliser l'eau des circuits vitaux de refroidissement des réacteurs pour des pompes auxiliaires, ce qui aurait empêché le système de refroidissement de fonctionner normalement en raison d'un manque d'eau.